# Vivian Blaine
Vivian Blaine (Newark, 21 de novembro de 1921 — Nova Iorque, 9 de dezembro de 1995) foi uma atriz e cantora estadunidense, mais conhecida por interpretar o papel de Miss Adelaide no musical Guys and Dolls, o qual também apareceu na versão cinematográfica subsequente, na qual co-estrelou ao lado de Marlon Brando, Jean Simmons e Frank Sinatra.

## Biografia

### Início da vida
Vivian Blaine nasceu em Newark, no estado de Nova Jérsia. Aos 14 anos, já se apresentava com a Orquestra Miller Halsey e, após concluir o ensino médio na Southside High School, iniciou sua carreira nos palcos. Por volta de 1937, também era cantora de big bands pouco conhecidas. Em 1941, enquanto se apresentava no Hotel Governor Clinton, em Manhattan, Blaine foi 'descoberta' por um caça-talentos da 20th Century Fox, que a convidou para fazer um teste de tela. O chefe do estúdio, Darryl F. Zanuck, gostou do que viu e assinou um contrato de trabalho com ela.

### Carreira

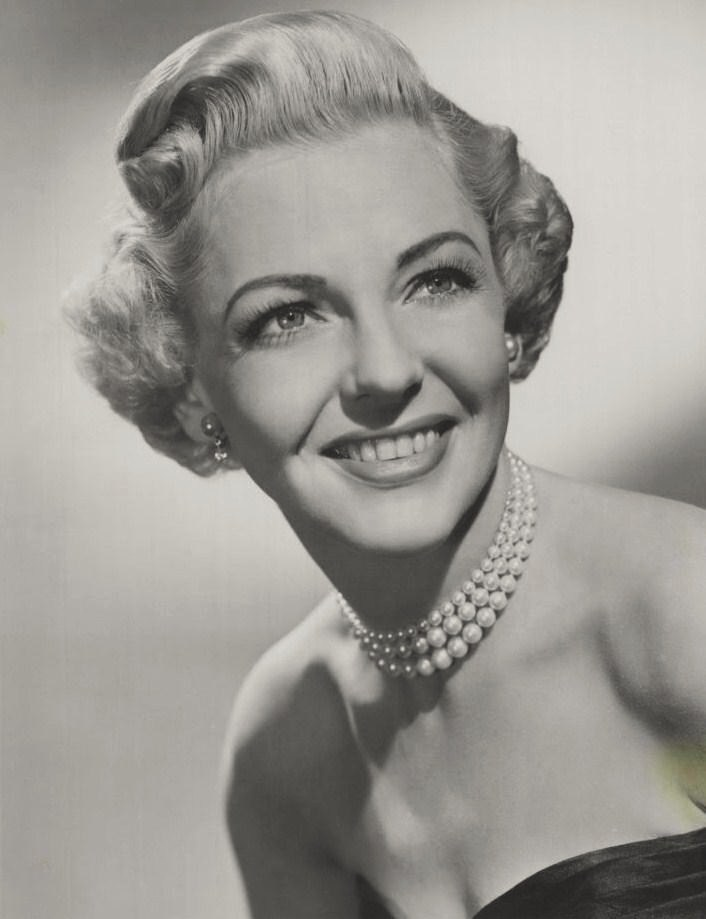
Vivian Blaine em Dream Girl (1955).

Inicialmente, Blaine fez pequenas participações em peças e, após realizar o circuito da United Service Organization (uma organização de apoio aos militares recrutados durante a Segunda Guerra Mundial), encabeçou o elenco principal de Jitterbugs (1943), ao lado de Stan Laurel e Oliver Hardy. No entanto, descontente com o rumo de sua carreira na Fox e ameaçando deixar o estúdio, Darryl Zanuck deu-lhe um papel coadjuvante no musical Serenata Boêmia (1944), uma comédia com Carmen Miranda e Don Ameche nos papéis principais. 
Durante esse período, com o surgimento do processo de filmagem em cores (o Technicolor), o estúdio tingiu seu cabelo de loiro-avermelhado e a promoveu como 'a loira cereja'. Ao longo da década de 1940, Blaine apareceu em uma série de filmes musicais, como Something for the Boys (1944), Doll Face, If I'm Lucky (1945), Three Little Girls in Blue (1946), com destaque para Nob Hill, ao lado de George Raft e Joan Bennett, e como a cantora Emily Edwards em State Fair, dirigido por Walter Lang, em 1945.
Após sua saída da Fox, Blaine viveu o auge de sua carreira, dedicando-se aos musicais da Broadway, onde deu vida pela primeira vez ao seu personagem mais conhecido, Miss Adelaide, que interpretou por cinco anos, com uma breve interrupção para o filme Eva na Marinha (1952). Com o sucesso da personagem, ela foi convidada a repeti-la no cinema, no filme da Metro-Goldwyn-Mayer Garotos e Garotas (1955), ao lado de Frank Sinatra, Marlon Brando e Jean Simmons. Outros trabalhos na Broadway incluem A Hatful of Rain (1956), substituindo Shelley Winters; Say, Darling (1958); Enter Laughing (1963); Company (1971); e, brevemente, Zorba (1984). 
Entre 1951 e 1952, Blaine apareceu na série de televisão Those Two, com Martha Stewart, Pinky Lee e Anthony George.  Ela também teve papéis nos filmes O Grande Vigarista (1957), Richard (1972), The Dark (1979) e O Parasita (1982), além de participações em telefilmes como Sooner or Later (pela rede NBC), Fast Friends (com Carrie Snodgress) e No Limiar da Loucura (com Natalie Wood, para a ABC).
Em 1983, ela se tornou a primeira celebridade a fazer anúncios de serviço público em apoio a causas relacionadas à AIDS. Fez inúmeras aparições em apoio ao recém-criado AIDS Project Los Angeles (APLA).

## Vida pessoal
Blaine casou-se três vezes. Seu primeiro relacionamento foi com Manny Franks, e durou de 1945 a 1956. Em seguida, casou-se com Milton Rackmil, presidente da Universal Studios e da Decca Records, em 1959, mas o matrimônio terminou em divórcio em 1961. Por fim, casou-se em 1973 com Stuart Clark, com quem viveu até sua morte, em 1995, aos 74 anos, vítima de insuficiência cardíaca congestiva.

## Filmografia
| Ano  | Título                            | Papel                              |
| ---- | --------------------------------- | ---------------------------------- |
| 1942 | It Happened in Flatbush           | Participação (sem créditos)        |
| 1942 | Olhos Acusadores                  | Sue Boardman                       |
| 1942 | Cuidado com as Saias              | Barbara                            |
| 1943 | Ele Empregou o Patrão             | Sally Conway                       |
| 1943 | Ladrão que rouba ladrão           | Susan Cowan                        |
| 1944 | Serenata Boêmia                   | Bonnie Watson                      |
| 1944 | Alegria, Rapazes!                 | Blossom Hart                       |
| 1945 | Beijos Roubados                   | Sally Templeton                    |
| 1945 | State Fair                        | Emily Edwards                      |
| 1945 | Sonhos de Estrela                 | Mary Elizabeth 'Doll Face' Carroll |
| 1946 | Se Eu Fosse Feliz                 | Linda Farrell                      |
| 1946 | Precisa-se de Maridos             | Liz Charters                       |
| 1952 | Eva na Marinha                    | Una Yancy                          |
| 1953 | The Philco Television Playhouse   | Episódio: Double Jeopardy          |
| 1953 | Main Street to Broadway           | Ela mesma                          |
| 1954 | Center Stage                      | Episódio: Heart of a Clown         |
| 1954 | The Colgate Comedy Hour           | Winnie Potter                      |
| 1955 | Damon Runyon Theater              | Cutie Singleton                    |
| 1955 | Eles e Elas                       | Miss Adelaide                      |
| 1955 | Dream Girl                        | Georgina Allerton                  |
| 1956 | The Bob Hope Show                 | Episodio: The Awful Truth          |
| 1956 | General Electric Summer Originals | Episódio: It's Sunny Again         |
| 1957 | Lux Video Theatre                 | Coral                              |
| 1957 | O Grande Vigarista                | Rita DeLacey                       |
| 1959 | Your Hit Parade                   | Episódio de 9 de janeiro de 1959   |
| 1963 | Route 66                          | Dixie Martin                       |
| 1972 | Richard                           | Participação especial              |
| 1976 | Mary Hartman, Mary Hartman        | Betty McCullough                   |
| 1978 | Ilha da Fantasia                  | Mrs. Deverse                       |
| 1978 | Katie: Portrait of a Centerfold   | Marietta Cutler                    |
| 1978 | O Barco do Amor                   | Barbara Sharp                      |
| 1979 | Vega$                             | Lenora                             |
| 1979 | The Cracker Factory               | Helen                              |
| 1979 | Fast Friends                      | Sylvia                             |
| 1979 | Talvez Algum Dia                  | Maquiadora                         |
| 1979 | The Dark                          | Courtney Floyd                     |
| 1979 | CHiPs                             | Ela mesma                          |
| 1982 | O Parasita                        | Miss Elizabeth Daley               |
| 1983 | Amanda's                          | Aunt Sonia                         |
| 1983 | I'm Going to Be Famous            | Laura Lowell                       |
| 1985 | Assassinato por Escrito           | Rita Bristol                       |